# Насильницьке зникнення
Примусове зникнення — позбавлення волі, здійснене державними службовцями або іншими людьми що діють з дозволу і підтримки держави, з відмовою надавати інформацію про місцезнаходження особи чи визнати факт позбавлення волі, таким чином перешкоджаючи зверненню до відповідних засобів правового захисту.  Систематична практика насильницьких зникнень визначається в конвенції про про захист від насильницьких зникнень як злочин проти людства.
Ця форма порушень прав людини  стала поширеною у 1970-х особливо в латинській Америці. Жертви «зникали», відвозились до керованих державою, але таємних центрів ув'язнень, замість того, щоб бути офіційно затриманими або навіть вбитими владою чи напівофіційними каральними підрозділами. Зникнення переважно супроводжується катуванням, а в деяких країнах зниклих систематично вбивали.

## У російській окупації
росія застосовує насильницькі зникнення на окупованих територіях від 2014 року і поки що причетні уникають відповідальності за цей злочин. Одне дослідження що тривало з лютого 2022 року до червня 2023 року за відкритими джерелами було зафіксовано принаймі 562 випадків насильницьких зникнень громадян України.

## Зноски
1. ↑  INTER-AMERICAN CONVENTION ON FORCED DISAPPEARANCE OF PERSONS. www.oas.org. Процитовано 8 грудня 2023.
2. ↑  Міжнародна конвенція про захист усіх осіб від насильницьких зникнень. Офіційний вебпортал парламенту України (укр.). Процитовано 11 серпня 2025.
3. ↑  Насильницькі зникнення: проблеми пошуку та відповідальності. krymsos.com (укр.). Процитовано 11 серпня 2025.
4. ↑  Насильницькі зникнення та свавільні затримання активних громадян в ході повномасштабної російської збройної агресії проти України | Центр прав людини ZMINA. zmina.ua (укр.). 27 червня 2023. Процитовано 11 серпня 2025.